# Санта-Мария-ди-Сала
Санта-Мария-ди-Сала (итал. Santa Maria di Sala) — коммуна в Италии, располагается в провинции Венеция области Венеция. Население составляет 13 582 человека, плотность населения составляет 503 чел./км². Занимает площадь 27 км². Почтовый индекс — 30036. Телефонный код — 041.
В коммуне 8 сентября особо празднуется Рождество Пресвятой Богородицы.

## Вилла Фарсетти
Санта-Мария-ди-Сала известна в истории итальянской и европейской культуры виллой-музеем, которую создал в этой местности меценат и коллекционер произведений искусства Филиппо Фарсетти. В 1758 году он решил преобразовать здание, уже приобретенное в 1710 году его дядей Антоном Франческо Фарсетти. На основе проекта, разработанного в 1758—1762 годах в Риме архитектором Апостольских дворцов Паоло Пози, Фарсетти возвёл комплекс построек, полностью отличающийся от традиционных венецианских образцов. Главное здание виллы, сохранившееся до настоящего времени, построено в новом тогда неоклассическом стиле.
Несколько сооружений, украшенных 42 мраморными колоннами, взятыми с согласия Папы из руин античного храма богини Конкордии на римском форуме, включали, подобно вилле Адриана в Тиволи, уменьшенные модели-реконструкции Кампидольо (Капитолийской площади) в Риме, храма Дианы и Юпитера Капитолийского, сады со статуями и большими вазами, искусственными руинами «античных зданий» (не сохранились). Среди водных потоков, плотин и водопадов было небольшое озеро. Из всех особенностей этой чудной виллы наиболее заметным был ботанический сад, созданный по совету Луи Клериссона, полный редких и экзотических растений. Сам Фарсетти был неплохим ботаником, он увлекался ботаникой с детства, и способствовал, среди прочего, культивированию в Италии магнолии. Известны каталоги садовых растений, которые редактировал Фарсетти, другие, которые в 1793 и 1796 годах, составлял его племянник Антон Франческо Фарсетти.